# Trachea brunneicosta
Trachea brunneicosta är en fjärilsart som beskrevs av James John Joicey och Talbot 1915. Trachea brunneicosta ingår i släktet Trachea och familjen nattflyn. Inga underarter finns listade i Catalogue of Life.